# ロッソ・ビ・アンコ
ロッソ・ビ・アンコは、日本の2人組ヒップホップユニット。2021年に結成。略称はロソビ。

## 概要
四千頭身の単独ライブ「四千頭身FES」に突然登場した2人組ヒップホップユニット。
「青春アミーゴ」を手がけたShusuiから楽曲提供を受けている。

## 来歴
2021年8月、「四千頭身FES」のトリとしてて公の場に初登場。デビュー曲となる「ヒカゲ」を披露する。
2021年11月、1st single「ヒカゲ」が主要音楽サイトで配信開始。
2022年2月、2nd single 「空想」が主要音楽サイトで配信開始。
2022年2月、テレビ東京『プレミアMelodiX!』にて地上波初出演。

## メンバー

### ロッソ
四千頭身後藤拓実の友人。
ビアンコの後輩。

### ビアンコ
リンダカラーDenの友人。ロッソの先輩。

## ディスコグラフィー

### 配信限定シングル
|     | 発売日         | タイトル | 規格                   | 備考 |
| --- | -------------- | -------- | ---------------------- | --- |
| 1st | 2021年11月10日 | ヒカゲ   | デジタル・ダウンロード | |
| 2nd | 2022年2月14日  | 空想     | デジタル・ダウンロード | MV(四千頭身公式YouTubeチャンネル上に投稿)にTikTokerのタイガ、夢咲ももな、本望あやか、仮面マン君かめきち、nonomen/ののめんが出演。 |